# Roodbuikwittipkolibrie
De roodbuikwittipkolibrie (Urosticte ruficrissa) is een vogel uit de familie Trochilidae (kolibries).

## Verspreiding en leefgebied
Deze soort komt voor in Colombia en Ecuador.